# Советская военная энциклопедия
«Советская военная энциклопедия» (СВЭ) — военная энциклопедия, восьмитомное научно-справочное издание по военной истории и военному делу, выпущенное Военным издательством Министерства обороны СССР, в 1976—1980 годах.
СВЭ содержит военно-теоретические, военно-исторические, военно-технические, военно-географические и биографические статьи, дополненные большим количеством иллюстраций, карт, схем, рисунков, фотографий и репродукций. Разработка материалов энциклопедии осуществлялась Министерством обороны СССР с привлечением крупных учёных и видных советских военачальников. Председатели Главной редакционной комиссии энциклопедии — Маршал Советского Союза А. А. Гречко (т. 1, 8), Маршал Советского Союза Н. В. Огарков (т. 2—7).

## История создания
В СССР в начале 1930-х годов была предпринята попытка издания 12-томной Советской военной энциклопедии под редакцией советского военачальника Р. П. Эйдемана, издательством «Советская энциклопедия», когда был издан Проект словника. В свет вышли только два первых тома (1932—1933), после чего работа была свёрнута — начались кадровые перестановки и репрессии, которым подверглись и члены редакционного совета.
В начале 1970-х годов Министерством обороны Союза ССР, с привлечением крупных учёных и видных советских воинских начальников, началась подготовка и издание данной военная энциклопедия.
В 1990 году была предпринята попытка переиздания Советской военной энциклопедии, однако в связи с развалом Советского Союза был напечатан только первый том второго издания.

## Содержание томов
Советская военная энциклопедия : в 8 т. / председ. Гл. ред. комиссии А. А. Гречко (т. 1, 8), Н. В. Огарков (т. 2—7). — М. : Военное издательство Министерства обороны СССР, 1976—1980.
- Т. 1 : А — Бюро военных комиссаров. — 1976. — 637 с. — 105 000 экз.
- Т. 2 : Вавилон — «Гражданская война в Северной Америке». — 1976. — 654 с. — 105 000 экз.
- Т. 3 : Гражданская война в США — Йокота. — 1977. — 678 с. — 105 000 экз.
- Т. 4 : «К-22» — Линейный крейсер. — 1977. — 655 с. — 105 000 экз.
- Т. 5 : Линия адаптивной радиосвязи — Объектовая противовоздушная оборона. — 1978. — 686 с. — 105 000 экз.
- Т. 6 : Объекты военные — Радиокомпас. — 1978. — 678 с. — 105 000 экз.
- Т. 7 : Радиоконтроль — Тачанка. — 1979. — 693 с. — 105 000 экз.
- Т. 8 : «Ташкент» — Ячейка стрелковая. — 1980. — 690 с. — 105 000 экз.

## Переводы
В начале 1980-х годов «Советская военная энциклопедия» была переведена на китайский язык (кит. упр. 苏联军事百科全书) в «Академии военных наук НОАК» и выпускалась в КНР с мая 1982 года по июнь 1983 года.